# Patrick Katzer
Patrick Katzer (* 29. Dezember 1996) ist ein deutscher Schauspieler.

## Leben
Von 2006 bis 2009 besuchte Patrick die Theater AG in seiner Schule, wo er erste schauspielerische Erfahrungen machte. Noch während dieser Zeit nahm er von 2008 an bis 2010 professionellen Schauspielunterricht an der Schauspielschule Jürgen Reifschneider. Von der 3. Staffel bis zur 4. Staffel verkörperte er als Tobias Schwerdtfeger eine der Serienhauptrollen in der ARD Mysteryserie Fluch des Falken (Folge 113–208).

## Filmografie (Auswahl)
- 2008: Meine liebe Familie (TV-Mehrteiler)
- 2009: Helfen Sie mir (Doku-Soap)
- 2009: Richter Alexander Hold (Scripted Reality)
- 2010: Schicksale – und plötzlich ist alles anders (Scripted Reality)
- 2012: Yoko
- 2013: Der Bergdoktor (Fernsehserie)
- 2014–2015: Fluch des Falken (Mysteryserie)
- 2017: Luna